# Антоний I (епископ Брешиа)
Антоний I (лат. Antonius I; умер между 898 и 901) — епископ Брешиа (863 или 865 — между 898 и 901).

## Биография
О происхождении и ранних годах жизни Антония I достоверных сведений не сохранилось. Предполагается, он мог быть выходцем из Восточно-Франкского государства и получить образование в аббатстве Райхенау. Первые свидетельства о Антонии I в современных ему исторических источниках относятся ко времени, когда он уже был главой Брешианской епархии.
Впервые Антоний I упоминается в сане епископа города Брешиа в октябре 863 года, когда он участвовал в церковном соборе в Милане, созванном местным архиепископом Тадоном. Однако, тогда ещё мог быть жив предыдущий епископ Нотинг, смерть которого некоторыми медиевистами датируется сентябрём 865 года. Так как в средневековых источниках нет упоминаний о том, что Нотинг перед смертью отказался от епископского сана, предполагается, что или смерть этого епископа должна датироваться более ранним временем (например, 859 годом), или из-за своего преклонного возраста тот был вынужден поручить управление епархией Антонию, сделав его соепископом. Возможно, только после смерти Нотинга в сентябре 865 года Антоний стал полноправным главой Брешианской епархии.
Как о единоличном епископе Брешиа о Антонии I впервые сообщается в 866 году. Тогда в городе произошёл мятеж против короля Италии Людовика II, потребовавшего от жителей города послать воинов против сарацин. Антоний I не только не поддержал восставших, выступив категорически против намерения глав мятежа заключить союз с мусульманами Апулии, но и сумел убедить их снова подчиниться королю. Вместе с аббатисой монастыря Святой Юлии Гизелой, дочерью Людовика II и Ангельберги, аббатом Нонатолы Атпертом и несколькими другими прелатами епископ приехал к королю в Милан и смог получить от монарха прощение для горожан Брешиа.
Также как и его предшественники, Антоний I получил несколько дарственных хартий от императора Людовика II и его супруги Ангельберги. В том числе, в 868 году брешианский монастырь Святой Юлии получил большой дар в связи с передачей императрице сана аббатисы этой обители. Ранее здесь настоятельницей была Гизела, скончавшаяся незадолго до того дочь императорской четы. Этот монастырь долгие годы находился под покровительством монархов из династии Каролингов, а его аббатисами были представительницы самых знатных семей Итальянского королевства. В том же документе повелевалось, чтобы после смерти Ангельберги сан аббатисы монастыря Святой Юлии перешёл к другой её дочери, Ирменгарде. Ещё две дарственные хартии в пользу церкви Святого Спасителя епископ Антоний I получил от правителей Восточно-Франкского государства: в июле 879 года от Карломана, а в 880 году — от Карла III Толстого. Также и другие германские Каролинги — Людовик III Младший и Арнульф Каринтийский — в 876—889 годах передавали некоторое имущество Брешианской епархии. Эти юридические акты свидетельствуют, что Антоний I был одним из главных сторонников восточно-франкских монархов в Итальянском королевстве. Из других документов известно о дарах брешианским церквям и монастырям, упоминавшихся в составленном в марте 877 года завещании императрицы Ангельберги, а также переданных в 880 году маркграфом Фриуля Беренгаром I.
По свидетельству Андрея Бергамского, когда 12 августа 875 года император Людовик II скончался, епископ Антоний I похоронил его в церкви Святой Марии рядом с могилой святого Филастрия. Однако по настоянию своего митрополита, архиепископа Милана Ансперта, отправившего в Брешиа епископов Гарибальда Бергамского и Бенедикта Кремонского, Антоний на пятый день после смерти монарха должен был извлечь тело умершего из могилы, привести останки в Милан и передать их на попечение Ансперта. Тот же торжественно похоронил Людовика II в базилике Святого Амвросия.
У начавших после смерти Людовика II борьбу за Итальянское королевство правителей западных и восточных франков Брешиа уже не пользовалась таким уважением и покровительством, как при их предшественниках. Уже в 875 году город был захвачен войском Карла Толстого, стремившегося обеспечить итальянский престол за своим братом Карломаном. Ворвавшиеся в монастырь Святой Юлии воины не только разграбили обитель, но и осквернили её, используя священные сосуды вместо ночных горшков. Всё это было совершено, несмотря на присутствие в монастыре императрицы Ангельберги. В следующем году этот монастырь снова подвергся святотатству: граф Бозон Вьеннский, один из приближённых правителя Западно-Франкского государства Карла II Лысого, выкрал из обители монахиню Ирменгарду, дочь умершего Людовика II, и женился на ней.
В мае 877 года Антоний I участвовал в церковном соборе в Риме. На этом собрании по инициативе папы римского Иоанна VIII был подписан документ, подтверждавший права Карла II Лысого на императорский титул. Затем епископ Брешиа присутствовал на созванном Иоанном VIII синоде в Равенне, и 26 ноября 877 года подписал соборные акты.
В начале августа 878 года Антоний I написал письмо епископу Констанца Соломону II. В нём епископ Брешиа просил своего адресата сообщать ему о придворных делах. В том числе, Антоний I интересовался начавшимися после смерти Карла II Лысого спорами за титул короля Италии. Епископ Брешиа сетовал, что из-за этих междоусобий италийцы не знают, кому из монархов они должны подчиняться. В письме Антоний I выказывал опасения, что воспользовавшись безвластием, жители могут снова поднять мятеж против франков. Сам же епископ считал, что итальянский престол должен был бы занять один из сыновей Людовика II Немецкого, Карломан или Карл III Толстый, а не дети Карла II Лысого. По мнению медиевистов, этот документ свидетельствует, что Антоний I в то время был одним из наиболее влиятельных иерархов Итальянского королевства, и что он пользовался высоким личным престижем при королевском дворе.
Вероятно, во время начавшейся после низложения императора Карла III Толстого борьбы за «Железную корону» итальянских монархов епископ Антоний I поддержал маркграфа Фриуля Беренгара I. Во время этой войны вблизи Брешиа войско фриульского маркграфа нанесло поражение войску другого претендента на престол, герцога Сполето Гвидо. Антоний I, епископ Адалард Веронский и новый фриульский маркграф Вальфред в то время были наиболее влиятельными из советников Беренгара I.
О том, как Антоний I воспринял последовавшее в 891 году поражение Беренгара I, сведений не сохранилось. Возможно, именно из-за вражды к Гвидо Сполетскому горожане и епископ Брешиа без сопротивления в 894 году сдали город Арнульфу Каринтийскому.
Согласно эпитафии брешианского епископа Ландольфа I, тот приказал отремонтировать церковь Сан-Пьетро-де-Дом и главный алтарь храма, в своё время сооружённый по повелению Антония I. В эпитафии упоминается, что епископ Антоний хотел быть похоронен в этом соборе.
В апреле 898 года епископ Антоний I посетил Рим для участия в синоде, проведённом под председательством Иоанна IX в соборе Святого Петра. На этом собрании были осуждены главные зачинщики состоявшегося в январе 897 года Трупного синода над уже умершим папой римским Формозом.
Участие Антония I в Римском соборе 898 года — последние свидетельство о этом епископе Брешиа в исторических источниках. Возможно, он скончался в том же году. Следующим главой Брешианской епархии был Ардинг, первое упоминание о котором как епископе относится к февралю 901 года.